# Глубокое (Тайыншинский район)
Глубокое (каз. Глубокое) — упразднённое село в Тайыншинском районе Северо-Казахстанской области Казахстана. Входило в состав Краснополянского сельского округа. Исключено из учётных данных в 2024 году.
Код КАТО — 596056200.

## Население
В 1999 году население села составляло 233 человека (108 мужчин и 125 женщин). По данным переписи 2009 года, в селе проживало 48 человек (23 мужчины и 25 женщин).

## История
Село основано в 1936 году для спецпоселенцев из лиц немецкой и польской национальностей, высланных с Волыни.